# Prajna (monge budista)
Prajna (em sânscrito: Prajñā; em chinês: 般若三藏, às vezes abreviado para 般若, Banruo), foi um importante monge budista do século IX, originário de Gandara, nascido na área da atual Cabul, no Afeganistão.
Ele visitou a China durante a dinastia Tang e contribuiu com diversas traduções de sutras em sânscrito para o chinês. Alguns de seus principais trabalhos são:
- Sutra da Guirlanda de Flores (Avatamsaka Sutra, 華嚴經)
- Sutra do Coração (大乘理趣六波羅密多經)
- Sutra maaiana da meditação dos contos jataca (大乘本生心地觀經)

Registros mostram que Prajñā fizera amizade com o monge japonês Kūkai, futuro fundador da escola Shingon de budismo, durante a sua peregrinação para a China. Ele teria ajudado Kukai a aprender o sânscrito e a compreender textos nesse idioma.